# Oiketicus kirbyi
Oiketicus kirbyi là một loài bướm đêm thuộc họ Psychidae. Nó được tìm thấy ở vùng đất thấp từ Argentina to México và quần đảo Caribbea.
Con cái không có cánh.
Ấu trùng ăn nhiều loài cây khác nhau, bao gồm Musa, Theobroma cacao, Elaeis guineensis, Bactris gasipaes, Cocos nucifera, Citrus, Tectona grandis, Eucalyptus, Eryobothria japonica và Terminalia catappa. Nó đã từng là loài gây hại nghiêm trọng đối với các đồn điền trồng chuối ở bờ biển Đại Tây Dương của Costa Rica từ năm 1962-1964.

## Hình ảnh

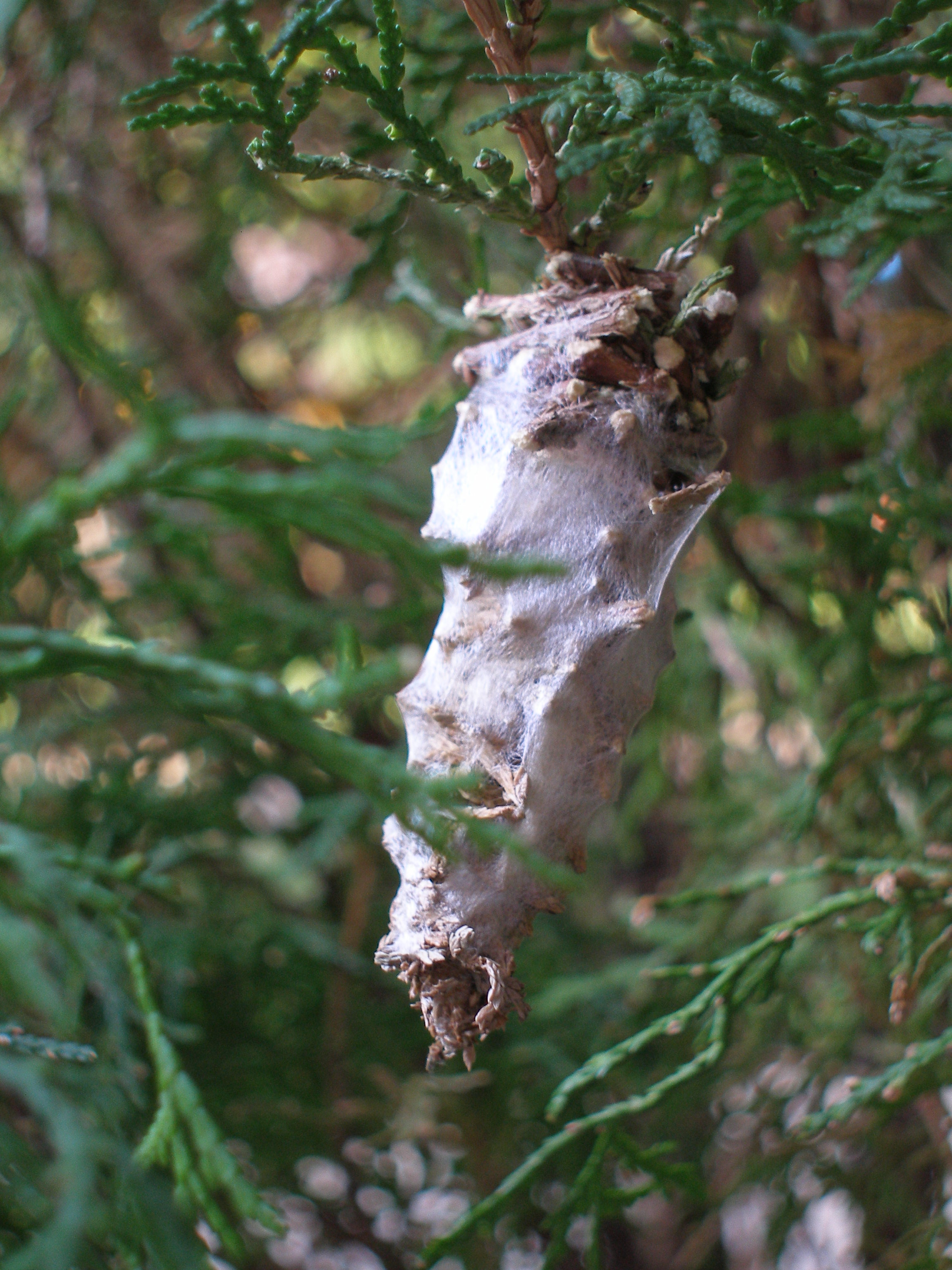
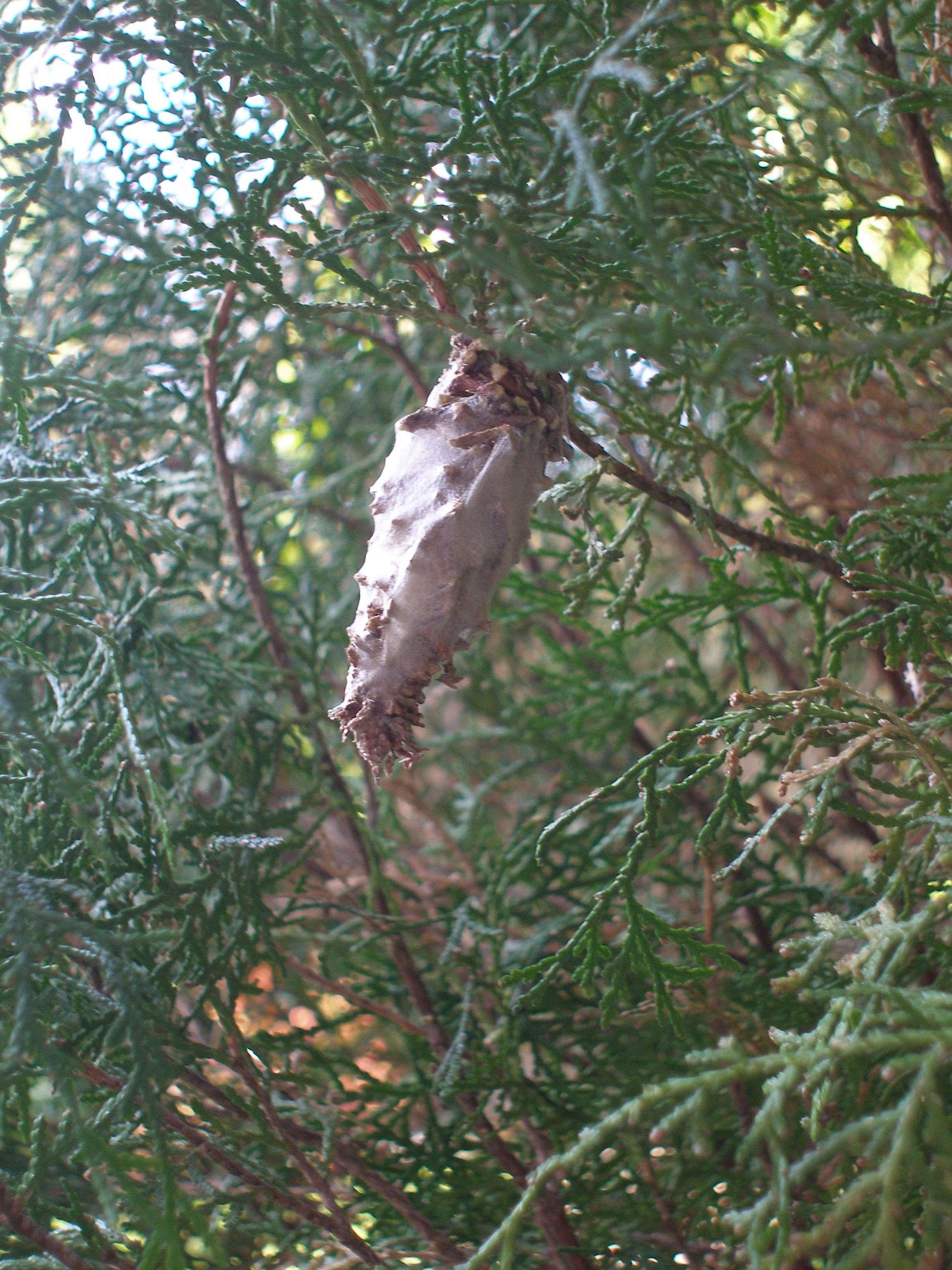